# Finishing the Game
Finishing the Game é um filme independente de comédia de 2007 dirigido por Justin Lin. Trata-se de uma paródia do último filme de Bruce Lee, Game of Death. O filme é um falso documentário situado em 1973, onde, após a morte prematura trágica de Bruce Lee, os produtores por trás do filme Game of Death vão em busca de um substituto á altura para que eles possam realizar o filme e ganhar alguns dólares. Lin filmou Finishing the Game em 19 dias.
Sua estreia mundial ocorreu em 21 de outubro de 2007 no Sundance Film Festival.[carece de fontes?]

## Elenco
- McCaleb Burnett como Tarrick Tyler
- Monique Curnen como Saraghina Rivas
- Roger Fan como Breeze Loo
- James Franco como Dean Silo
- Sung Kang como Cole Kim
- Mousa Kraish como Raja
- Dustin Nguyen como Troy Poon
- MC Hammer como Roy Thunder
- SuChin Pak como Connie Popavich-Mosimoto
- Sam Bottoms como Martey Kurtainbaum
- Jake Sandvig como Ronney Kurtainbaum
- Michael Shamus Wiles como Policial Williams
- Nathan Jung como Bob
- Joseph McQueen como Leroy/Earl
- Ron Jeremy como Peter Dowd
- David Collard como Victor
- Meredith Scott Lynn como Eloise Gazdag
- Cassidy Freeman como Shirley
- Annabella Thorne como Sue